# Torneo de Viena 2018
El Erste Bank Open 2018 fue un torneo de tenis perteneciente al ATP Tour 2018 en la categoría ATP World Tour 500. El torneo tuvo lugar en la ciudad de Viena (Austria) desde el 22 hasta el 28 de octubre de 2018 sobre canchas duras.

## Distribución de puntos
| Modalidad            | Campeón | Finalista | Semifinales | Cuartos de final | 2.ª ronda | 1.ª ronda | Clasificados | 2.ª ronda de clasificación | 1.ª ronda de clasificación |
| Individual masculino | 500     | 330       | 200         | 100              | 50        | 0         | 25           | 13                         | 0                          |
| Dobles masculino     | 500     | 300       | 180         | 90               | –         | –         | 45           | 25                         | 0                          |

## Cabezas de serie

### Individuales masculino
| Tenista         | Ranking | Preclasificado |
| Dominic Thiem   | 7       | 1              |
| Kevin Anderson  | 8       | 2              |
| Grigor Dimitrov | 9       | 3              |
| John Isner      | 10      | 4              |
| Kei Nishikori   | 11      | 5              |
| Borna Ćorić     | 13      | 6              |
| Fabio Fognini   | 14      | 7              |
| Kyle Edmund     | 15      | 8              |

- Ranking del 15 de octubre de 2018.[2]

### Dobles masculino
| Tenistas                          | Ranking | Preclasificados |
| Oliver Marach Mate Pavić          | 5       | 1               |
| Łukasz Kubot Marcelo Melo         | 8       | 2               |
| Juan Sebastián Cabal Robert Farah | 15      | 3               |
| Jamie Murray Bruno Soares         | 19      | 4               |

## Campeones

### Individual masculino
Kevin Anderson venció a  Kei Nishikori por 6-3, 7-6(7-3)

### Dobles masculino
Joe Salisbury /  Neal Skupski vencieron a  Mike Bryan /  Édouard Roger-Vasselin contra por 7-6(7-5), 6-3